# 森町 (北海道)
森町（日语：／ Mori machi */?）是北海道渡島綜合振興局中部的城鎮，北部面向內浦灣，其他三邊都是山地。北海道駒岳位於境內東部，國道5號線和函館本線穿越沿海地區和駒岳的西部。西北方的濁川地區擁有溫泉和設有北海道電力森發電廠，該發電廠也是北海道唯一的地熱發電廠。當地主要產業為農業和漁業。
過去阿伊努族稱此地為「o-ni-us-i」（樹木多的地方）或「o-ni-us-pet」（樹木多的河流），因此後來便以「森」命名。

## 人口
| 森町 (北海道)人口分布圖 |                                                      |  |
| 森町 (北海道)與日本全國年齡別人口分布比較圖 （2005年資料） | 森町 (北海道)的年齡、男女別人口分布圖 （2005年資料） |  |
| ■紫色是森町 (北海道) ■綠色是全国 | ■藍色是男性 ■紅色是女性                              |  |
| 森町 (北海道)人口變化 \| 1970年 \| 23,761人 \| \| \| 1975年 \| 23,563人 \| \| \| 1980年 \| 23,467人 \| \| \| 1985年 \| 23,017人 \| \| \| 1990年 \| 22,142人 \| \| \| 1995年 \| 21,006人 \| \| \| 2000年 \| 20,233人 \| \| \| 2005年 \| 19,149人 \| \| \| 2010年 \| 17,860人 \| \| \| 2015年 \| 15,946人 \| \| \| 2020年 \| 14,338人 \| \| |                                                      |  |
| 資料來源：日本總務省統計中心提供之人口普查數據 |                                                      |  |
| 1970年 | 23,761人                                             |  |
| 1975年 | 23,563人                                             |  |
| 1980年 | 23,467人                                             |  |
| 1985年 | 23,017人                                             |  |
| 1990年 | 22,142人                                             |  |
| 1995年 | 21,006人                                             |  |
| 2000年 | 20,233人                                             |  |
| 2005年 | 19,149人                                             |  |
| 2010年 | 17,860人                                             |  |
| 2015年 | 15,946人                                             |  |
| 2020年 | 14,338人                                             |  |

## 歷史
- 1738年：開始形成聚落。[5]
- 1880年：設置鷲之木外2村戶長役場，管轄鷲之木村、蛯谷村、石倉村。
- 1881年：設置森外2村戶長役場，管轄森村、尾白內村、宿野邊村。
- 1889年：鷲之木外2村戶長役場和森外2村戶長役場合併為森外5村戶長役場。
- 1902年4月1日：鷲之木村、蛯谷村、石倉村、森村、尾白內村、宿野邊村合併為森村，並成為北海道二級村。
- 1906年4月1日：砂原村成為北海道二級村。
- 1907年4月1日：森村成為北海道一級村。
- 1921年1月1日：森村改制為森町。
- 1970年9月1日：砂原村改制為砂原町。
- 2005年4月1日：森町和砂原町合併為新設立的森町。

## 交通

### 機場
- 函館機場（位於函館市）

### 鐵路
- 北海道旅客鐵道
  - 函館本線：赤井川車站 - 駒岳車站 - 森車站 - 石倉車站
  - 砂原支線：渡島沼尻車站 - 渡島砂原車站 - 掛澗車站 - 尾白內車站 - 東森車站 - 森車站

### 道路
| 高速道路 - 道央自動車道：大沼公園交流道 - 森交流道 一般國道 - 國道5號 - 國道278號 | 主要地方道 - 北海道道149號大沼內部線 道道 - 北海道道338號大沼公園線 - 北海道道606號霞台森停車場線 - 北海道道778號濁川溫泉線 - 北海道道794號森停車場線 - 北海道道843號宿野邊保養基地線 - 北海道道1028號森砂原線 - 北海道道1156號森內部線 |

### 巴士
- 函館巴士

## 觀光景點
| - 鳥崎溪谷 - 青葉丘公園 - 濁川溫泉 - 砂崎海岸、砂崎燈塔 - 望洋之森 - 榎本軍鷲之木登陸地 | - 齋藤家住宅主屋（國登錄有形文化財） - 東蝦夷地南部藩陣屋跡・砂原陣屋跡（國指定史跡） - 鷲之木遺跡（國指定史跡） - 茅部之鯡供養塔（北海道指定有形文化財） - 茅部之栗林（北海道指定天然記念物） |

## 教育

### 高等學校
- 道立北海道森高等學校

### 中學校
| - 森町立森中學校 | - 森町立砂原中學校 |

### 小學校
| - 森町立赤井川小學校 - 森町立石倉小學校 - 森町立尾白內小學校 | - 森町立駒岳小學校 - 森町立濁川小學校 - 森町立森小學校 | - 森町立鷲之木小學校 - 森町立砂原小學校 |

## 姊妹市・友好都市

### 日本
- 森町（靜岡縣周智郡）
- 蟹田町（青森縣東津輕郡）：已於2005年3月28日合併為外濱町。

## 本地出身的名人
- 竹森巧：藝人。

## 外部連結
- （日語）森商工會議所
- （日語）森警察署
- （日語）北海道立森少年自然之家 （页面存档备份，存于）